# سوتشا بسكيتسكا
سوتشا بسكيتسكا (بالإنجليزية: Sucha Beskidzka)‏ هي urban municipality of Poland تقع في بولندا في مقاطعة سوشا ‏. يقدر عدد سكانها بـ 9,726 نسمة ومساحتها 27.46 كم2 وترتفع عن سطح البحر 350 متر.

## المدن التوأمة
مدن Jászberény وCeriale هي مدن توأمة لـسوتشا بسكيتسكا.

## أعلام
- بيلي وايلدر